# 경포대
경포대(鏡浦臺)는 대한민국 강원특별자치도 강릉시에서 동북쪽으로 7km 지점, 언덕 위의 누대(樓臺)로, 정면 5칸, 측면 5칸의 팔작지붕 건물이다. 관동팔경의 하나이다.
1971년 12월 16일 강원특별자치도의 유형문화재 제6호로 지정되었으며, 2019년 12월 30일 대한민국의 보물 제2046호로 지정되었다.

## 강원특별자치도 유형문화재
관동팔경의 하나로 경포호수 북쪽 언덕에 있는 누각이다. 고려 충숙왕 13년(1326)에 건립되었으며, 그 뒤에도 여러 차례에 걸쳐 수리를 하였다고 한다. 태조(재위 1392∼1398)와 세조(재위 1455∼1468)는 친히 이 경포대에 올라 사방의 경치에 찬사를 아끼지 않았다고 한다.
앞면 5칸·옆면 5칸 규모로 지붕은 옆면이 여덟 팔(八)자 모양인 팔작지붕이다. 경포대는 마루의 높이를 달리하는 입체적 평면을 하고 있는데, 1899년 군수 정헌시에 의해 중수가 이루어지면서 남쪽과 북쪽에 누마루를 가설하고 득월헌(得月軒)과 후선함(候仙檻)이라 하였다. 이름인 '경포대' 전자체 현판은 유한지의 글씨이고, 해서체 현판은 이익회의 글씨이다.
내부에는 숙종이 직접 지은 시와 율곡 이이가 10살 때 지었다는 '경포대부'를 비롯한 유명인들의 글이 걸려있다. '제일강산'은 주지번의 글씨로 알려져 있는데 '제일'과 '강산'의 글씨체가 다른 것으로 볼 때 '강산'은 뒷날 다른 사람이 써 넣은 것으로 보인다.
누각 주위에는 소나무와 상수리나무 들이 알맞게 우거져 운치있는 경관을 이루고 있다.

## 보물 지정 사유
「강릉 경포대」는 1326년(고려 충숙왕 13) 창건 이후 한차례 이건과 수차례 중수 기록이 대부분 자세히 남아있으며, 특히 창건 이전의 기록도 남아있어 경포대의 시대별 변화과정을 구체적으로 확인할 수 있는 중요한 학술적 가치를 지니고 있는 정면 5칸, 측면 5칸의 대형 정자이다.
고려 중기 김극기의 「경포대」라는 시와 「강릉팔영」, 그리고 고려 말 안축의 「관동팔경」, 그리고 조선시대 송강 정철의 「관동팔경」등 지역 내외를 막론하고 많은 시인 묵객들이 경포대를 찾아 자연 풍광을 음미하며 학문을 닦고 마음을 수양했던 유서 깊은 장소이다.
경포대는 일반 누정과 달리 내부 공간의 특성에 따라 의미를 부여한 마루를 기능에 따라 3단으로 구성하였으며, 누마루를 2단으로 구성한 것은 유례가 없으며, 특히 가장 높은 누마루의 형태가 머름대 형식을 취했고 아래의 누마루는 계자난간을 가설한 형식 또한 유례가 없는 독특한 구성이다.
- 머름대: 창문 아래 높은 문지방인 머름 밑에 가로 지른 나무
- 계자난간: 위로 올라갈수록 밖으로 튀어나오게 만든 난간으로 계자다리(鷄子多里)가 난간대를 받치고 있음.

이와 같이 시대적 상황을 공간과 해당 부재가 흔적으로 지니고 있는 경포대는 조선시대의 것뿐만 아니라 근현대사의 과정을 모두 담고 있는 우리나라를 대표하는 조선후기의 정자로서 역사적, 예술적, 학술적 가치를 지니고 있으므로 국가지정문화재(보물)로 지정할 가치가 충분하다.

## 명승 지정
강릉 경포대와 경포호(江陵鏡浦臺와 鏡浦湖)는 2013년 12월 30일 대한민국의 명승 제108호로 지정되었다.
강릉 경포대는 관동팔경(關東八景)의 하나로 고려말 충숙왕 13년인 1326년 지중추부사 박숙정에 의해 창건된 누정건물로 안축의 《경포대신정기》(鏡浦臺新亭記) 기문(記文)에 "옛날 영랑선인이 놀던 곳이며 정자가 없어 비비람이 치는 날 놀러 왔던 사람들이 곤욕스럽게 여겨 작은 정자를 지었다"라고 하여 창건목적을 밝히고 있어 역사성이 높다.
또한 창건 당시 이전시대의 주춧돌과 장대석이 발견되어 훨씬 이전시대부터 이 곳에 정자형태의 건물이 존재하고 있음을 알 수 있는데, 강릉지역 누정 기록으로 신라 성덕왕대 순정공(純貞公)과 관련이 있는 임해정과 술랑선도(述朗仙徒)와 관련이 있는 한송정을 통하여 현존하는 경포대와 더불어 강릉 지역의 누정문화의 시원이 오래되었음을 알 수 있는 역사적 가치가 높은 곳이다.
관동팔경 중 하나인 경포대(鏡浦臺)는 지형·지질적 가치가 뛰어난 자연석호인 경포호와 함께 동해안의 빼어난 절승지로 예부터 수많은 시인묵객들이 다녀간 명승지로서 명사들의 수많은 시·서·화가 있어 역사문화경관적 가치가 높다.
경포대와 경포호의 자연풍광을 관동팔경에 비유한 경포팔경과 호해정을 중심으로 한 팔경, 김극기의 강릉팔영 등이 전해져 오고 있으며, 천혜의 자연경관을 조망하며, 심성을 수양하는 곳일 뿐 아니라 풍부한 문학적 소재성 등 문화적, 경관적 요소가 결합된 누정으로 장소적 가치가 매우 높은 곳이다.
영조 22년(1746년) 김상성(金尙星, 1703~1755)이 강원도 관찰사로 부임하여 화원들에게 강원도 절경을 그리게 한 후 친한 사람들에게 시를 지어 완성한 작품이 관동십경(關東十景)인데 그 중의 경포대 그림은 경포대와 경호를 높은 곳에서 바라보는 부감법으로 그린 것으로, 경호는 경포대를 경계로 하여 내호와 외호로 구분하고 있으며, 호에는 낚시를 하는 늙은 어부와 갈매기의 한가로운 모습을 볼 수 있으며, 호수와 바다가 경계되는 곳에는 백사장과 함께 현재의 죽도봉이 그려져 있고, 초당과 경포대 뒤쪽에는 소나무 사이로 꽃들이 만발하여 봄날의 정취를 감상할 수 있으며, 멀리 강문 너머로 보이는 동해 바다에는 아침해가 떠오르는 일출모습과 함께 햇살을 받으며 바람을 타고 흘러가는 돛단배를 그리고 있어 경포호의 옛 자연환경 및 인문 환경을 알 수 있어 가치가 높다.
정철(鄭澈, 1536-1593)의 관동별곡(關東別曲)에서 경포대를 관동팔경 중 으뜸이라 했으며, 경포 대에 저녁이 되어 달빛이 쏟아지면 하늘, 바다, 호수, 그리고 술잔과 임의 눈동자 등 다섯 개의 달을 볼 수 있는 동해안 제일의 달맞이 명소이다.
경포대 정자 내에는 율곡 이이가 10살때 지었다는 「鏡浦臺賦」를 비롯하여 숙종어제시, 조하망의 상량문 등 여러 명사의 시문현판은 인문학적 가치가 높다.
강릉 경포대는 고려말 1326년 지추부학사 박숙정이 방해정 뒷산의 인월사터에 세웠던 것을 1508년에 강릉부사 한급이 현재 자리로 옮겼고 여러차례 중수를 거쳐 현재의 모습을 갖춘 약 680여년의 역사성을 지닌 누정건축물이며, 경포호와 더불어 탁월한 역사문화적 경관성을 지닌 곳이다.
강릉 경포대는 16세기 이후 지방 재지사족(在地士族)이 주체가 되는 별당식 정자 형태로 전환되는 누정건축 양상의 변화를 고찰할 수 있는 중간적 의미를 갖는 정자로서 건축역사학적으로 중요한 의미가 있다.
서거정(徐居正, 1420-1488)의 《동인시화》(東人詩話) 설화 홍장(紅粧) 고사는 경포대에서의 홍장과 강원감찰사 박신과 애틋한 사랑의 이야기가 전해오고 있어 구전문학의 가치가 높은 곳이다.

## 참고 자료
- 경포대 - 국가유산청 국가유산포털
- 이 문서에는 다음커뮤니케이션(현 카카오)에서 GFDL 또는 CC-SA 라이선스로 배포한 글로벌 세계대백과사전의 내용을 기초로 작성된 글이 포함되어 있습니다.